# 喬恩·拉姆
喬恩·拉姆（西班牙語：Jon Rahm Rodríguez；1994年11月10日—）是西班牙的一位職業高爾夫球運動員。是世界業餘高爾夫球手排行榜的積分首位選手。2020年7月，他的世界排名達到第一位。2021年，他贏得美國高爾夫公開賽冠軍，成為第一個獲得美國公開賽冠軍的西班牙人。這也是他第一個四大賽冠軍，世界排名也升至第一。2023年，他贏得美國大師賽冠軍。2023年12月宣佈轉會至LIV高爾夫，盛傳他的酬金高達6億美元。

## 外部連結
- 官方网站 （西班牙文） （英文） （巴斯克文）
- 喬恩·拉姆在歐洲巡迴賽官方網站
- 喬恩·拉姆在PGA巡迴賽的官方網站
- 喬恩·拉姆在男子高爾夫世界排名的官方網站